# Zé Carlos (football, 1980)
Pour les articles homonymes, voir Zé Carlos.
José Carlos Garcia Leal est un footballeur brésilien né le 15 juillet 1980. Il est milieu de terrain.

## Palmarès
- Champion du Goiás en 1999, 2000, 2002 et 2009 avec Goiás.
- Champion du Brésil de D2 en 1999 avec Goiás.
- Vainqueur de la Copa Centro-Oeste (en) en 2001 et 2002 avec Goiás.
- Vainqueur de la Copa Peregrino (en) en 2008 avec Botafogo.
- Vainqueur de la Coupe Rio en 2008 avec Botafogo.